# Alessandro Abondio
Alessandro Abondio (circa 1570-Mónaco de Baviera, circa 1651) fue un ceramista y medallista italiano.
Hijo del escultor y medallista Antonio Abondio. También fue escultor en cera de cera y prestó servicios en la corte de Viena y posteriormente en Praga. En los años siguientes se trasladó a la corte de Baviera, donde trabajó como medallista.
Se le han atribuido la realización de 36 medallas, que representan personajes de Austria y de Bohemia, con un buen proyecto por la exactitud del modelado y el gusto decorativo.